# Кипнук (Аляска)
Кипнук (англ. Kipnuk, центр. юпик Qipneq) — статистически обособленная местность, которая находится в зоне переписи Бетел, штат Аляска, Соединённые Штаты Америки. На переписи 2010 года население составляло 639 человек.

## География
По данным Бюро переписи населения США, CDP имеет общую площадь 19,6 квадратных миль (51 км²), из которых 19,4 квадратных мили (50 км²) — это земля и 0,2 квадратных мили (0,52 км²) от неё (1,22 %) представляет собой воду.

## Демография
По данным переписи 2000 года в CDP насчитывалось 644 человека, 137 домашних хозяйств и 122 семьи. Плотность населения составляла 33,2 человека на квадратную милю (12,8 / км2). Было 154 единицы жилья при средней плотности 7,9 / кв. миль (3,1 / км2). Расовый состав CDP составлял 2,02 % белых, 96,58 % коренных американцев и 1,40 % прочих рас.
Было 137 домашних хозяйств, из которых у 64,2 % были дети в возрасте до 18 лет, проживающие с ними, 65,7 % были женатыми парами, живущими вместе, 14,6 % семей были женщины проживали без мужей, а 10,9 % были не женаты. 10,2 % всех домохозяйств состоят из отдельных лиц. Средний размер домохозяйства составил 4,70, а средний размер семьи — 5,04.
В CDP население было распространено на следующие возрастные категории: с 45,3 % в возрасте до 18 лет, 10,6 % с 18 до 24, 25,9 % с 25 до 44, 13,2 % с 45 до 64 и 5,0 %, которые составляли 65 лет и старше , Медианный возраст составлял 21 год. На каждые 100 женщин приходилось 130,0 мужчин. На каждые 100 женщин в возрасте 18 лет и старше приходилось 120,0 мужчин.
Средний показатель доходов для домашнего хозяйства в CDP составлял 34 375 долларов США, а средний доход для семьи составлял 35 714 долларов США. Средний доход мужчин составил 29 167 долларов США, в то время как средний доход женщин составлял против 23 333 долларов США. Доход на душу населения для CDP составлял 8 589 долларов США. Около 21,5 % семей и 20,9 % населения были ниже черты бедности, в том числе 26,7 % из них моложе 18 лет и 19,2 % из тех, кто в возрасте 65 лет и старше.